# Diptichon

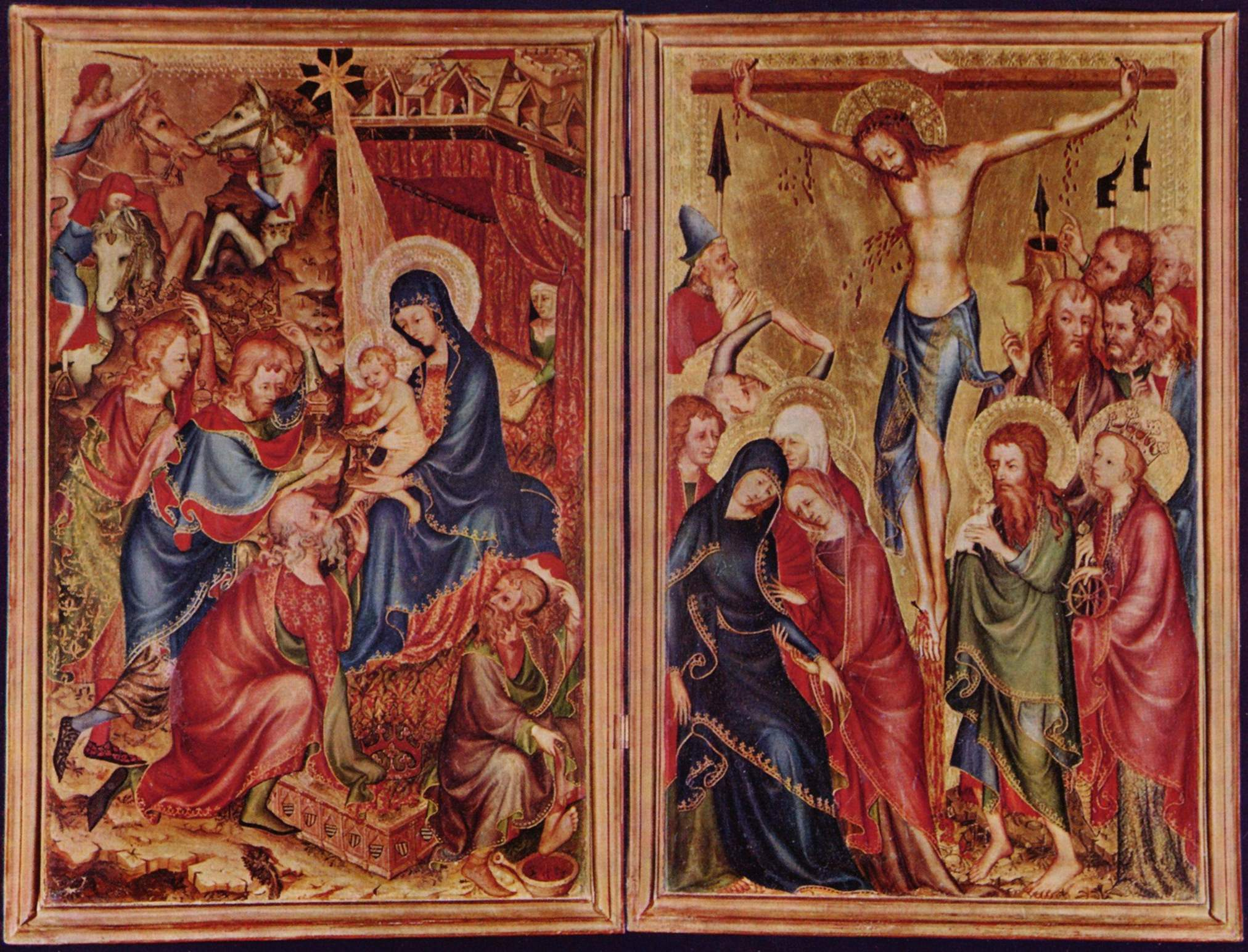
Bargello-diptichon (1380-90)

A diptichon (görög: diptychon) kétszárnyú oltárkép vagy a többnyire összecsukható kettős elefántcsont táblácska elnevezése.

## Története
Kettős lap, innen a görög elnevezése. Eredete a császárkori Rómára nyúlik vissza, az V., VI. században szokásban volt, hogy a hivatalukat elfoglaló consuloknak barátaik kettős elefántcsont táblácskát ajándékozzanak. A kettős táblácskának csak a belsejére lehetett írni, a külsejét faragással díszítették, rendszerint a konzul arcképével relief formában. Felirataik révén pontosan datálhatók a római diptichonok, az V–VI. század művészetének értékes forrásai közé tartoznak. A paleográfia tudománya diptychonnak nevezi a két összefűzött viaszos falapocskából álló írófelületet is.
A konzulok diptichonjai nyomán minden két szárnyból vagy két táblából álló, akár behajtható, akár nem behajtható oltárt szokás diptichonnak nevezni. Az oltárok közt a kétszárnyú sokkal ritkább, mint a háromszárnyú triptichon. Háromnál több szárny esetében a poliptichon (a görög polyptychon szóból) elnevezés használatos.